# European Film Awards 1996
La 9ª edizione della cerimonia di premiazione dei European Film Awards si è tenuta l'8 novembre 1996 a Potsdam-Babelsberg, Germania.

## Vincitori e candidati
Vengono di seguito indicati in grassetto i vincitori.
Ove ricorrente e disponibile, viene indicato il titolo in lingua italiana e quello in lingua originale tra parentesi.
Miglior film
- Le onde del destino (Breaking the Waves), regia di Lars von Trier ( Danimarca)
- Kolya, regia di Jan Svěrák ( Rep. Ceca)
- Segreti e bugie (Secrets & Lies), regia di Mike Leigh ( Regno Unito)

Miglior film giovane
- Una scelta d'amore (Some Mother's Son), regia di Terry George ( Regno Unito)
- Beautiful Thing, regia di Hettie Macdonald ( Regno Unito)
- Lea, regia di Ivan Fíla ( Rep. Ceca)

Miglior attore
- Ian McKellen - Riccardo III (Richard III)

Miglior attrice
- Emily Watson - Le onde del destino (Breaking the Waves)

Miglior sceneggiatura
- Sergei Bodrov, Boris Giller e Arif Aliyev - Il prigioniero del Caucaso (Kavkazskiy plennik)

Miglior documentario
- Vendetta - Blutrache in Albanien, regia di Stanislaw Krzeminski e Jerzy Sladkowski ( Germania)

Miglior film internazionale
- Dead Man, regia di Jim Jarmusch ( Stati Uniti)

Premio FIPRESCI
- Le onde del destino (Breaking the Waves), regia di Lars von Trier ( Danimarca)

Premio alla carriera
- Alec Guinness